# Hl.-Nikolaus-Kirche (Gifhorn)

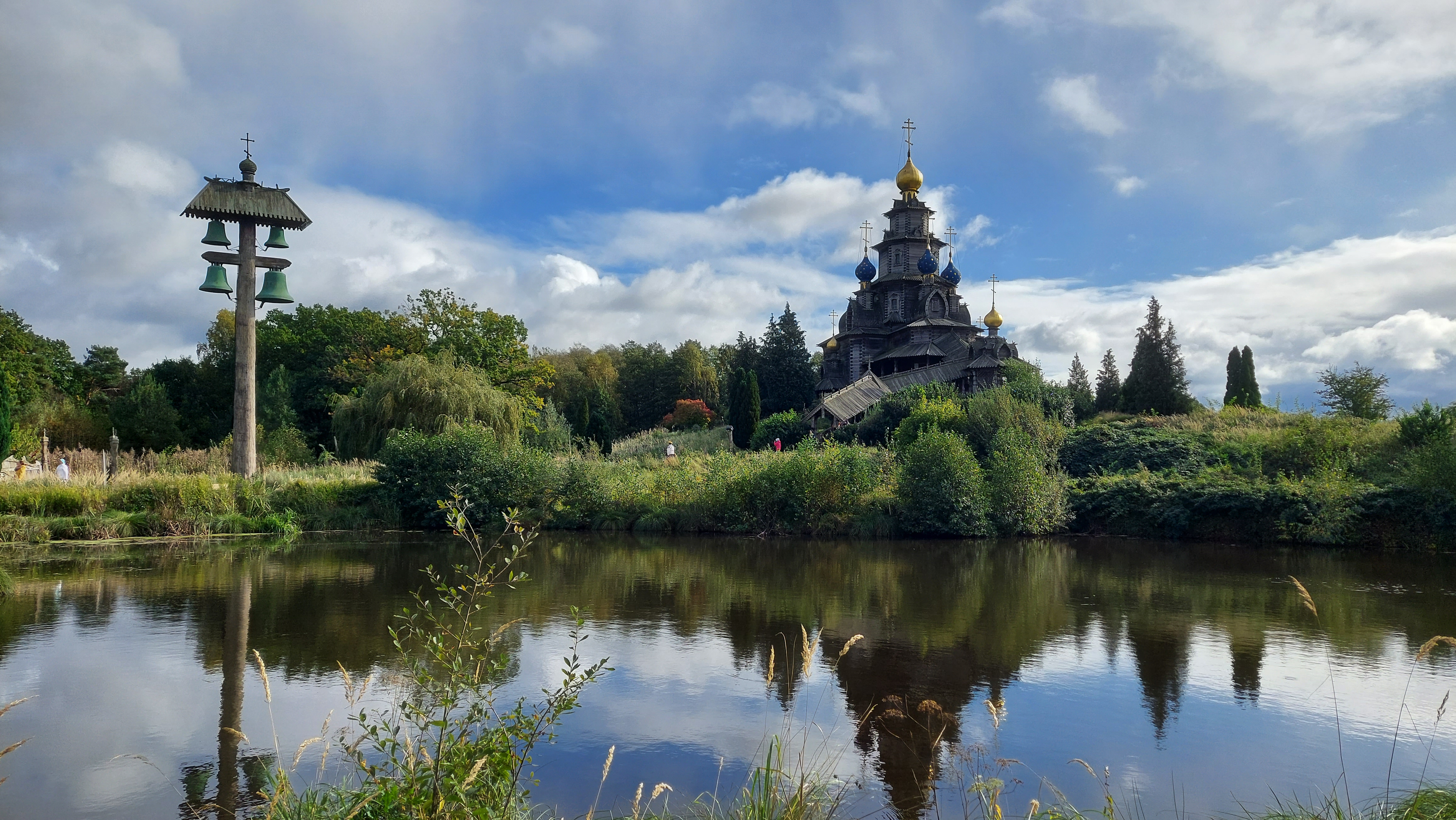
Die Holzkirche mit Geläut

Die Hl.-Nikolaus-Kirche auf dem Gelände des Mühlenmuseums in Gifhorn ist eine russisch-orthodoxe Kirche nach traditionellem russischen Holzbaustil. Sie ist dem heiligen Nikolaus von Myra gewidmet.
Die Kirchengemeinde ist der Berliner Diözese der Russischen Orthodoxen Kirche zugeordnet.

## Geschichte

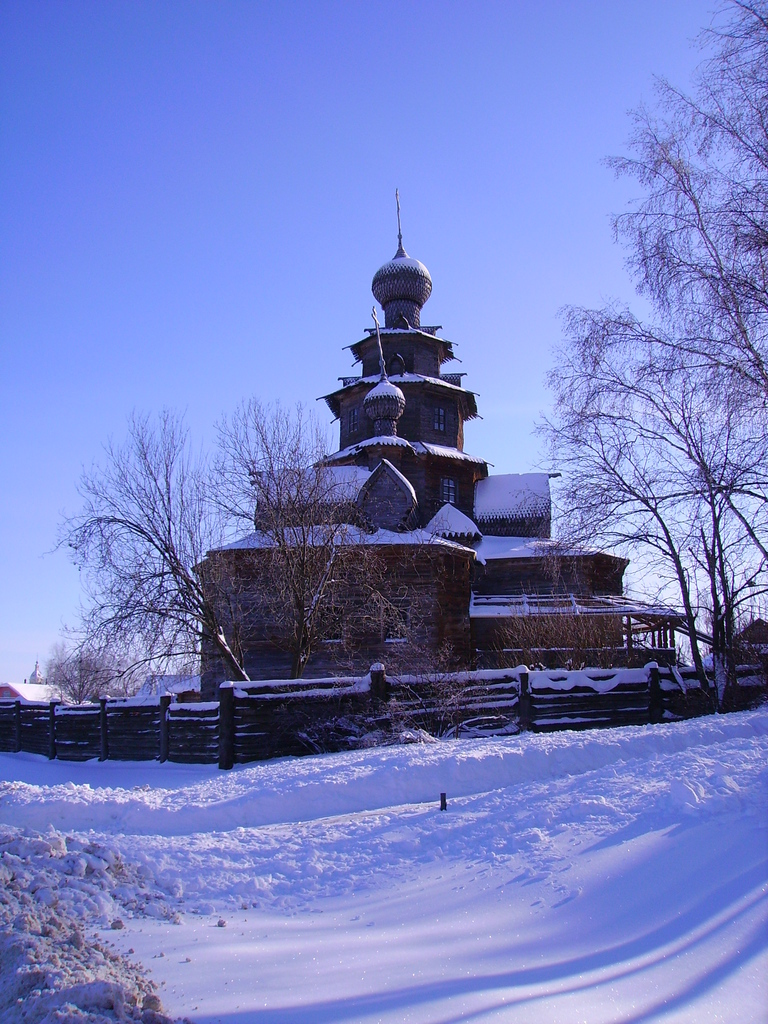
Vorbild Kirche zur Verklärung Christi im Museum für Holzbaukunst in Susdal

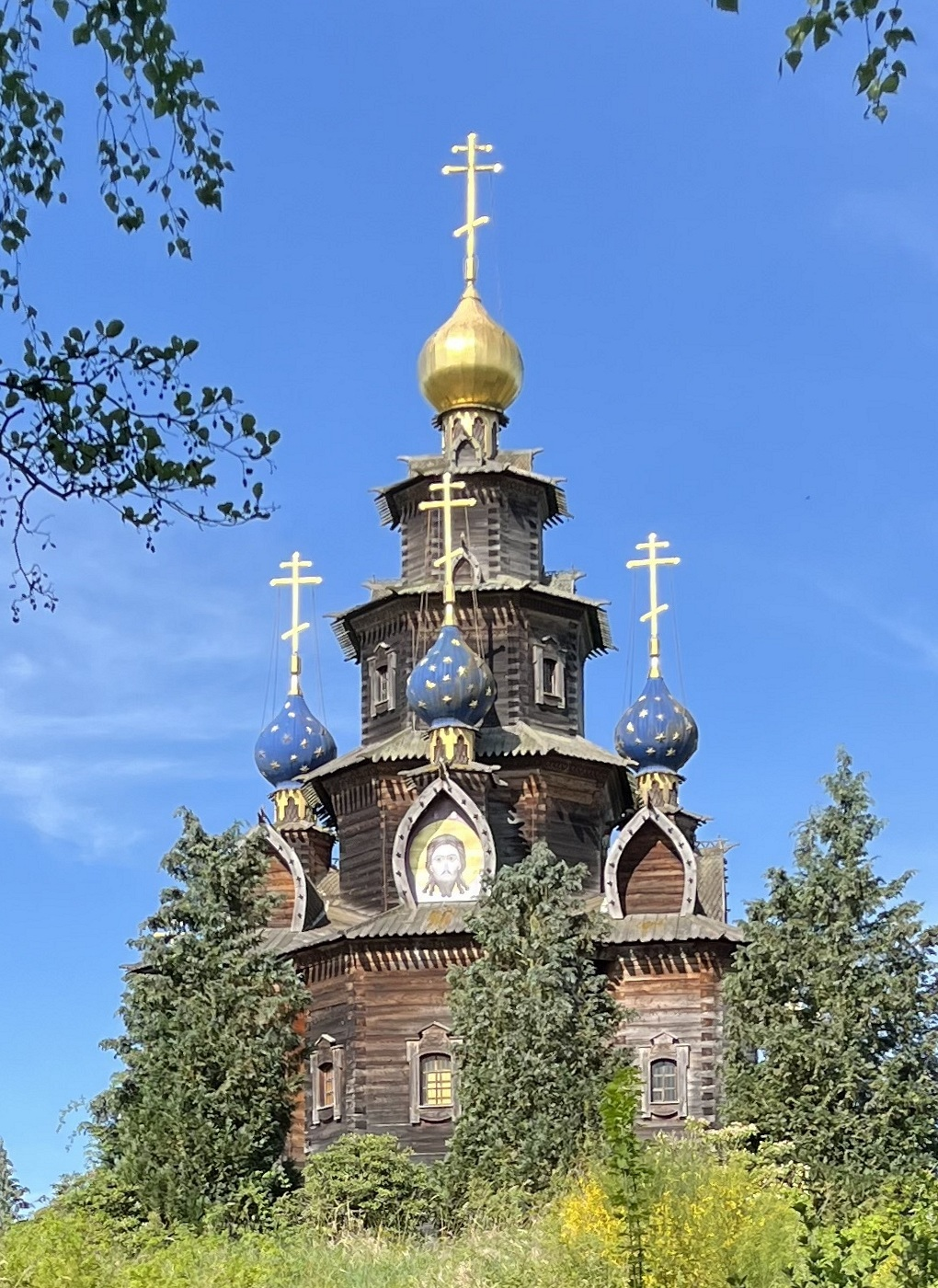
Ostansicht der Gifhorner Kirche (2025)

Die Gifhorner St.-Nikolaus-Kirche ist eine Nachbildung der Kirche zur Verklärung Christi aus dem Dorf Kosljatjewo (seit 1966 Poljany) in der zentralrussischen Oblast Wladimir. Diese 1765 erbaute und der Verklärung des Herrn gewidmete Kirche war 1965 in das Museum für Holzarchitektur in Susdal versetzt worden. Dort sah sie Horst Wrobel auf der Suche nach einer russischen Mühle für das von ihm gegründete Gifhorner Mühlenmuseum und beschloss, die Kirche für sein Museum nachbauen zu lassen. Nach der Fertigstellung wurde sie dann 1995 durch den Moskauer Patriarchen Alexius II. geweiht.
Vor der Kirche wurde das 1948 gegossene erste Nachkriegsgeläut des Mindener Doms aufgehängt, das Horst Wrobel zu diesem Zweck gekauft hatte. Es ist in einem Glockenständer unbeweglich installiert und wird nach orthodoxem Brauch durch Anschlagen zum Klingen gebracht.

## Bauwerk
Wie ihr architektonisches Vorbild ist die Hl.-Nikolaus-Kirche ein stufenförmig emporsteigender Zentralbau mit goldenen sowie goldbestirnten, kreuzbekrönten Zwiebeltürmen und Ikonennischen.
Im Inneren beherbergt das Kirchengebäude eine Ausstellung mit liturgischen Gegenständen, darunter Ikonen, Öllampen, Leuchter, Gewänder, Stickereien, Taufgefäße und Bibeln.